# Маралайы
Маралайы (местные жители также используют название Мугудай; якут. Маралаайы) — село в Чурапчинском районе (улусе) Якутии. Образует Мугудайский наслег.
Село основано в 1931 году.

## География
Село расположено в 33 км к западу от Чурапчи, в 180 км к востоку от Якутска.

## Транспорт
Мугудай (Маралайы) стоит на федеральной трассе Р504 «Колыма» (Якутск — Магадан).

## Население
| 2002 | 2010 | 2012 | 2013 | 2014 | 2015 | 2016 |
| ---- | ---- | ---- | ---- | ---- | ---- | ---- |
| 778  | ↗837 | ↘828 | ↘804 | ↘798 | ↘793 | ↗797 |
| 2017 | 2018 | 2019 | 2020 | 2021 |      |      |
| ↗808 | ↗813 | ↗817 | ↘811 | ↘807 |      |      |

## Экономика
Основная отрасль экономики — сельское хозяйство. Конный завод «Мугудайский». В 2004 году построен пищекомбинат. В ноябре 2015 построен новый корпус школы

## Культура и образование
- Мугудайская средняя школа им. Д. Д. Красильникова.
- Военно-спортивный клуб «Орлёнок», неоднократный призёр различных соревнований республиканского уровня.
- Дом детского творчества.
- Центр пропаганды и социальной реабилитации «Сагах».

## Известные уроженцы
- Гуляев, Михаил Дмитриевич — председатель Государственного комитета Республики Саха (Якутия) по физической культуре и спорту.
- Жореева, Татьяна Андреевна — Заслуженный работник культуры Республики Саха, ведущий методист Национальной библиотеки Республики Саха (Якутия).
- Красильников, Дмитрий Данилович — лауреат Ленинской премии в области науки и техники.
- Ноговицын, Андрей Тимофеевич — Заслуженный работник сельского хозяйства Республики Саха (Якутия), удостоен звания «Лучший менеджер России» (2001).
- Ноговицына, Матрёна Степановна — чемпионка России по шашкам (2006, 2010).